# 麻生みこと
麻生 みこと（あそう みこと、9月23日 - ）は、日本の女性漫画家。熊本県出身。
1990年、麻生美琴の名義で応募した「TWINS」で第15回白泉社アテナ新人大賞新人賞を受賞した。1991年、同作品が『LaLa DX』（白泉社）に掲載されデビューする。以後、『LaLa DX』『MELODY』など白泉社の漫画雑誌で活躍する。代表作に『天然素材でいこう。』『GO!ヒロミGO!』など。
『MELODY』2007年6月号より、「そこをなんとか」を連載開始、2012年10月から12月・2014年8月から9月にはNHK BSプレミアムにてテレビドラマ化もされた。また、同誌で毎号一本の映画について絵と文で語る1ページコラム「麻生みことのよりみちシネマ」も連載。『good!アフタヌーン』（講談社）2012年26号から2015年まで「海月と私」を連載。

## 作品リスト

### 漫画作品
- 天然素材でいこう。（『LaLa DX』1995年1月10日号 - 2002年7月号）
- BELL（『LaLa DX』1999年3月号、2000年3月号、2003年3月号）
- GO!ヒロミGO!（『MELODY』1999年 - 2006年）
- オゾン（『LaLa DX』2003年）
- ことのは（『LaLa DX』2004年 - 2005年）
- そこをなんとか（『MELODY』2007年 - 2018年）
- 路地恋花（『good!アフタヌーン』2009年1号 - 2012年23号）
- 海月と私（『good!アフタヌーン』2012年 - 2015年）
- 小路花唄（『good!アフタヌーン』2016年3号 - 2019年11号）
- アレンとドラン（『Kiss』2015年10月号[2]、11月号、2016年5月号[3] - 2022年11月号[4]）
- 大正ロマンポルノ（『MELODY』2020年）
- 下足痕踏んじゃいました（『MELODY』2021年4月号[5] - ）
- 脱落令嬢の結婚（『FEEL YOUNG』2025年1月号[6] - )

### 書籍
- 『天然素材でいこう。』、白泉社〈花とゆめコミックス〉1996年 - 2002年、全10巻
  - （文庫版）白泉社〈白泉社文庫〉2008年、全5巻
- 『BELL』、白泉社〈花とゆめコミックス〉2000年 - 2003年、全2巻
- 『GO!ヒロミGO!』、白泉社〈花とゆめコミックス〉2000年 - 2006年、全8巻
- 『オゾン』、白泉社〈花とゆめコミックス〉2004年、全1巻
- 『ことのは』、白泉社〈花とゆめコミックス〉2005年、全1巻
- 『そこをなんとか』、白泉社〈花とゆめコミックス〉2008年 - 2018年、全15巻
- 『路地恋花』、講談社〈アフタヌーンKC〉2010年 - 2012年、全4巻
- 『海月と私』、講談社〈アフタヌーンKC〉2013年 - 2015年、全4巻
- 『小路花唄』、講談社〈アフタヌーンKC〉2016年 - 2019年、全4巻
- 『アレンとドラン』、講談社〈KC Kiss〉2017年 - 2022年、全7巻
- 『大正ロマンポルノ』、白泉社〈HC SPECIAL〉2020年、全1巻
- 『下足痕踏んじゃいました』、白泉社〈花とゆめコミックススペシャル〉2022年 - 、既刊5巻（2025年1月4日現在）